# Partido Democrático Europeu
O Partido Democrático Europeu (em inglês: European Democratic Party, EDP; em francês: Parti Démocrate Européen, PDE) é um partido político europeu.
O EDP é um partido político que junta vários partidos de países da Europa, de linha centrista e que defendem o federalismo europeu. O partido foi fundado em 2004, como reacção ao crescimento da influência de partidos eurocépticos em diversos países europeus. O EDP, segundo François Bayrou, um dos fundadores do partido, inspira-se no Partido Democrata e, afirmando que, "as pessoas não são, nem conservadoras, nem socialistas."
Os deputados do EDP sentavam-se na Aliança dos Democratas e Liberais pela Europa no Parlamento Europeu, agora substituida pelo Renovar a Europa.

## Financiamento
Enquanto partido político europeu registado, o partido tem direito a financiamento público europeu, que tem recebido continuamente desde 2004.
Apresenta-se de seguida a evolução do financiamento público europeu recebido pelo partido.
Montante (€)Financiamento público europeu dos partidos políticos europeus0200.000400.000600.000800.0001.000.0001.200.0001.400.0002004200720102013201620192022Montantes máximos de financiamento públicoMontantes de financiamento público efetivamente recebidos
Em conformidade com o Regulamento relativo aos partidos políticos europeus e às fundações políticas europeias, o partido também angaria fundos privados para cofinanciar as suas actividades. A partir de 2025, os partidos europeus devem angariar, pelo menos, 10% das suas despesas reembolsáveis a partir de fontes privadas, enquanto o restante pode ser coberto através de financiamento público europeu.
Segue-se a evolução das contribuições e donativos recebidos pelo partido.
Montante (€)Contribuições angariadas pelos partidos políticos europeus030.00060.00090.000120.000150.000180.00020042008201220162020PDE
Montante (€)Donativos angariados pelos partidos políticos europeus030006000900012.00015.00020042008201220162020PDE

## Membros

### Partidos políticos

#### Membros actuais
Os seguintes partidos são membros do EDP:
| País           | Partido                                             | DE     | DN             | Status            |
| -------------- | --------------------------------------------------- | ------ | -------------- | ----------------- |
| Alemanha       | Eleitores Livres                                    | 2 / 96 | 0 / 709        | Extra-parlamentar |
| Bélgica        | Gérard Deprez (Movimento dos Cidadãos pela Mudança) | 0 / 22 |                | Governo           |
| Chéquia        | Senador 21                                          |        | 0 / 2003 / 81  | Oposição          |
| Chipre         | Aliança dos Cidadãos                                | 0 / 6  | 1 / 56         | Oposição          |
| Croácia        | Partido Popular - Reformistas                       | 0 / 11 | 1 / 151        | Oposição          |
| Eslovênia      | Partido Democrático dos Pensionistas                | 0 / 8  | 5 / 90         | Governo           |
| Espanha        | Coligação Canária                                   | 0 / 54 | 1 / 3502 / 266 | Oposição          |
| Espanha        | Partido Nacionalista Basco                          | 1 / 54 | 6 / 3505 / 266 | Oposição          |
| Espanha        | Compromisso pela Galiza                             | 0 / 54 | 0 / 3500 / 266 | Extra-parlamentar |
| França         | Movimento Democrático                               | 5 / 74 | 41 / 577       | Governo           |
| Grécia         | União de Centristas                                 |        |                | Extra-parlamentar |
| Hungria        | Novo Início                                         |        | 1 / 199        | Oposição          |
| Irlanda        | Marian Harkin                                       |        | 1 / 160        |                   |
| Itália         | Partido Democrata Europeu de Itália                 | 0 / 73 | 0 / 6300 / 315 | Extra-parlamentar |
| Polónia        | Aliança dos Democratas                              | 0 / 51 | 0 / 4600 / 100 | Extra-parlamentar |
| Portugal       | Juntos Pelo Povo                                    | 0 / 21 | 1 / 230        | Oposição          |
| Roménia        | Associação Italiana na Roménia                      | 0 / 32 | 1 / 412        | Oposição          |
| Roménia        | PRO Romania                                         | 2 / 32 | 26 / 176       | Oposição          |
| San Marino     | República Futura                                    |        | 11 / 60        | Governo           |
| União Europeia | Young Democrats for Europe                          |        |                |                   |

### Membros individuais
O partido também inclui vários membros individuais, embora, tal como a maioria dos outros partidos europeus, não tenha procurado desenvolver a adesão individual em massa.
Segue-se a evolução da filiação individual no partido desde 2019.
Membros individuaisMembros individuais dos partidos políticos europeus345678910201920202021202220232024PDE

## Nas Instituições Europeias
| Organização        | Instituição                            | Número de lugares |
| ------------------ | -------------------------------------- | ----------------- |
| União Europeia     | Parlamento Europeu                     | 10 / 720          |
| União Europeia     | Comissão Europeia                      | 0 / 27            |
| União Europeia     | Conselho Europeu (Chefes de Governo)   | 0 / 27            |
| União Europeia     | Conselho da União Europeia (Ministros) |                   |
| União Europeia     | Comité das Regiões                     | 11 / 329          |
| Conselho da Europa | Assembleia Parlamentar                 |                   |